# Шапиро, Паша
Паша Шапиро (англ. Pasha Shapiro, урождённый Павел Михайлович Шапиро, род. 1979, Ленинград, РСФСР, СССР) — российский и американский дизайнер и режиссёр. Известен сотрудничеством с музыкантом will.i.am и группой The Black Eyed Peas.
В 2018 Полнометражный анимационный фильм для виртуальный реальности «Masters Of The Sun» созданный Пашей в сотрудничестве с Эрнстом Вебером и will.i.am был представлен на 71-м Каннском кинофестивале в рамках ВР программы «Cannes Next». Проект также вошёл в аналогичные программы фестивалей Sundance, BFF.
В Апреле 2016 года арт проект «Smile Mona Lisa» созданный Пашей Шапиро в соавторстве с Эрнстом Вебером и will.i.am. Был представлен в Лувре.

## Карьера
Окончил факультет дизайна СПбГХПА (1997).
Паша начал свою карьеру как художник компьютерной графики на ГТРК Петербург где под руководством Игоря Масленникова работал над созданием анимационного оформления вещания.
Впоследствии работал над анимационным дизайном для известных российских кинорежиссёров (Сергей Сельянов, Алексей Балабанов, Максим Пежемский)
В этот период Паша начал постоянное сотрудничество с однокурсником по ГХПА Эрнстом Вебером которое впоследствии переросло в многолетний творческий тандем.
В 1997 г. переезжает в США, где несколько лет работает в области рекламы создавая рекламные кампании для таких брендов как adidas и EA Sports.
В соавторстве с Эрнстом Вебером Паша создает короткометражный анимационный фильм «Unpredictable behaviour» получивший признание на ряде международных кино- и анимационных фестивалей. (Anima mundi, Prix ars, New York Film festival, Варшавский кинофестиваль)
с 2008 Паша начинает сотрудничество с will.i.am в ходе которого создаются арт-инсталляции, рекламные ролики и видеоклипы.
Паша также работал над музыкальными клипами для Уиз Халифа , Майли Сайрус, French Montana, Nicole Scherzinger.

## Критика
В 2015 г. Эрика Баду (Erykah Badu) заявляла, что при создании видео-ряда, сопровождавшего песню Black Eyed Peas «Yesterday» Паша Шапиро заимствовал центральную идею её клипа «Honey», в 2008 г. получившего награду MTV Video Music Awards. Однако её претензии не вышли за пределы социальных сетей, и ни одна из сторон более по этому вопросу не высказывалась.